# Ludwig Georg Karl Pfeiffer
Ludwig Georg Karl Pfeiffer (født 4. juli 1805 i Kassel, død 2. oktober 1877 sammesteds) var en tysk læge og naturforsker.
Pfeiffer studerede medicin i Göttingen og Marburg, virkede fra 1826 som praktiserende læge i sin fødeby og rejste 1831 til Warszawa som stabslæge; snart opgav han dog denne virksomhed for ganske at hellige sig videnskaben. Som zoolog beskæftigede han sig især med molluskerne og udgav adskillige dygtige og til dels smukt illustrerede arbejder over denne dyreklasse. Hans fleste afhandlinger er optagne i det af ham og Karl Theodor Menke redigerede "Zeitschrift für Malakozoologie", som fra 1854 fortsattes under Titelen: "Malakozoologische Blätter". Også som botaniker publicerede han en række ansete arbejder, for eksempel Abbildungen und Beschreibungen blühender Kakteen (1843—50).